# Limnophila tillaeoides
Limnophila tillaeoides är en grobladsväxtart som beskrevs av Joseph Dalton Hooker. Limnophila tillaeoides ingår i släktet Limnophila och familjen grobladsväxter. Inga underarter finns listade i Catalogue of Life.